# オデッサ陸軍士官学校 (ウクライナ)
オデッサ陸軍士官学校（ウクライナ語: Військова академія (м. Одеса)）は、ウクライナ軍の教育機関の1つ。ウクライナ軍の士官に対して語学研修、軍人や科学教育者への高度な教育、予備役将校の訓練のための学生の教育を行っている。

## 歴史

### ソ連時代
1954年7月、学校はキエフ戦車学校に改称され、その後キエフ指揮技術学校に改名され、その後キエフ高等統合兵器指揮学校に改名された。1943年及び1968年、学校は赤旗勲章を授与された。1968年、学校はソ連軍軍事情報部隊の将校を養成するための最高教育機関となった。

### ウクライナ編入後
1992年8月19日、ウクライナ内閣の法令により、学校は閉鎖された。ソ連崩壊後、学校はほとんど活動していなかったが、2011年3月23日に署名されたウクライナ内閣の法令に基づき、オデッサ国立工科大学軍事研究所を基盤として2011年6月30日に士官学校が再設立された。

## 訓練内容
訓練は12の分野で実施される。
- 機械化部隊
- 空挺部隊、山岳歩兵、海兵隊
- 特殊情報
- ミリタリー・インテリジェンス
- 特殊部隊
- ウクライナ海軍の特殊部隊
- 通信部隊
- 物質および技術的手段
- 食料供給
- 兵站
- 小火器および近接武器の修理
- 心理学

## 士官候補生の伝統

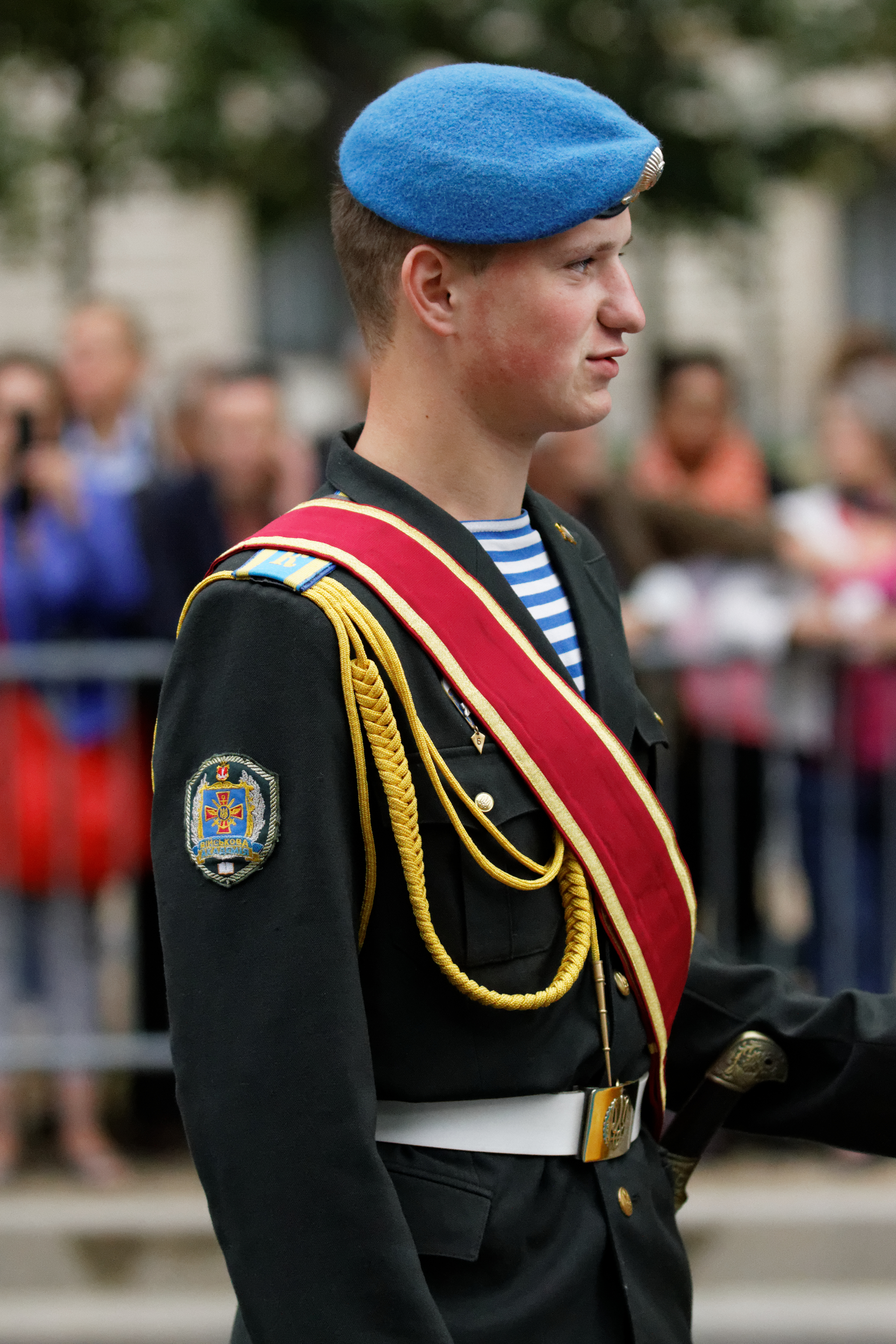

2014年7月14日、士官学校からの派遣団がパリで行われた第一次世界大戦開戦100周年を記念した革命記念日の軍事パレードに参加した。
ミコラ・コノヴァリュク中佐率いる士官候補生と軍楽隊は、1週間前からシャンゼリゼ通りでパレードの訓練に参加し、フランス語と英語を話す同校の代表者7名からなる別のウクライナ代表団がカラーガード行進に参加し、その他の演劇活動にも参加した。
2016年、士官学校の生徒達はキシナウ大国民議会広場で行われたキシナウ独立記念パレードに参加した。